# Quezaltepeque (Chiquimula)
Quezaltepeque —o San Francisco Quezaltepque — («San Francisco»: en honor a su santo patrono Francisco de Asís; «Quetzaltepeque»: del náhuatl, significa «Cerro de aves») es un municipio del departamento de Chiquimula de la región nor-oriente de la República de Guatemala, Fue elevado a la Categoría de Villa por las Cortes de Cádiz el 29 de junio de 1821.
Tras la Independencia de Centroamérica en 1821, el poblado de Quezaltepeque fue asignado al Circuito de Chiquimula en el Distrito N.º4 (Chiquimula) para la impartición de justicia por medio de juicios de jurados.  A partir de 2000 es miembro de la Mancomunidad de Nor-Oriente de Guatemala.
La feria titular en honor de San Francisco de Asís, patrono del pueblo, se celebra del 8 al 13 de noviembre de cada año; además se celebran otras fiestas tradicionales como la «pasada del Santo» en la cofradía del Conquistador, el «Baile de Toro Pinto», la «Danza de los Chincheneros» y la ceremonia de las «banderas estibales».

El gentilicio de los habitantes de este municipio es «quezaltepequense», aunque comúnmente se les llama «cachaceros», ya que en la zona se cultiva mucho la caña de azúcar y es de dónde se extrae el llamado «jugo de caña» o llamada también «cachaza» y de allí el nombre o gentilicio-común de los habitantes originarios de Quezaltepeque.

## Toponimia
Muchos de los nombres de los municipios y poblados de Guatemala constan de dos partes: el nombre del santo católico que se venera el día en que fueron fundados y una descripción con raíz náhuatl; esto se debe a que las tropas que invadieron la región en la década de 1520 al mando de Pedro de Alvarado estaban compuestas por soldados españoles y por indígenas tlaxcaltecas y cholultecas.
Así pues, se le dio el nombre de «San Francisco» en honor a San Francisco de Asís, mientras que el topónimo «Quezaltepeque» se origina de la voz náhuatl «quetzalli» (español: «ave») y de la terminación fonética «tepē-» (español: «cerro, montaña») y «-k»(español: «en»), que significa «en el cerro de quetzalli», que algunos estudiosos traducen al castellano como «en el lugar en que hay aves».  Por su cercanía a uno de los ramales de la Sierra del Merendón, se ha llamado también «Quezaltepeque de la Sierra».

## División política
El municipio cuenta con una villa, veintitrés aldeas y ochenta caseríos y según un banco de datos establecido por el Instituto Geográfico Nacional, el parque de la cabecera municipal, está a 649.68 metros sobre el nivel del mar.

## Geografía física
Tiene una extensión aproximada de 236 kilómetros cuadrados, sobre un amplio valle bastante fértil. 

### Clima
La cabecera municipal de Quezaltepeque tiene clima tropical (Clasificación de Köppen: Aw).
| Parámetros climáticos promedio de Quezaltepeque | Parámetros climáticos promedio de Quezaltepeque | Parámetros climáticos promedio de Quezaltepeque | Parámetros climáticos promedio de Quezaltepeque | Parámetros climáticos promedio de Quezaltepeque | Parámetros climáticos promedio de Quezaltepeque | Parámetros climáticos promedio de Quezaltepeque | Parámetros climáticos promedio de Quezaltepeque | Parámetros climáticos promedio de Quezaltepeque | Parámetros climáticos promedio de Quezaltepeque | Parámetros climáticos promedio de Quezaltepeque | Parámetros climáticos promedio de Quezaltepeque | Parámetros climáticos promedio de Quezaltepeque | Parámetros climáticos promedio de Quezaltepeque |
| Mes                                             | Ene.                                            | Feb.                                            | Mar.                                            | Abr.                                            | May.                                            | Jun.                                            | Jul.                                            | Ago.                                            | Sep.                                            | Oct.                                            | Nov.                                            | Dic.                                            | Anual                                           |
| ----------------------------------------------- | ----------------------------------------------- | ----------------------------------------------- | ----------------------------------------------- | ----------------------------------------------- | ----------------------------------------------- | ----------------------------------------------- | ----------------------------------------------- | ----------------------------------------------- | ----------------------------------------------- | ----------------------------------------------- | ----------------------------------------------- | ----------------------------------------------- | ----------------------------------------------- |
| Temp. máx. media (°C)                           | 27.4                                            | 28.9                                            | 30.9                                            | 31.7                                            | 31.0                                            | 29.1                                            | 28.5                                            | 28.8                                            | 28.2                                            | 28.0                                            | 27.4                                            | 26.8                                            | 28.9                                            |
| Temp. media (°C)                                | 22.5                                            | 23.5                                            | 25.1                                            | 26.1                                            | 25.9                                            | 24.7                                            | 24.4                                            | 24.4                                            | 24.1                                            | 23.8                                            | 22.9                                            | 22.3                                            | 24.1                                            |
| Temp. mín. media (°C)                           | 17.6                                            | 18.1                                            | 19.4                                            | 20.5                                            | 20.8                                            | 20.3                                            | 20.4                                            | 20.1                                            | 20.0                                            | 19.6                                            | 18.5                                            | 17.8                                            | 19.4                                            |
| Precipitación total (mm)                        | 1                                               | 3                                               | 11                                              | 20                                              | 127                                             | 257                                             | 199                                             | 177                                             | 263                                             | 118                                             | 12                                              | 0                                               | 1188                                            |
| Fuente: Climate-Data.org                        |                                                 |                                                 |                                                 |                                                 |                                                 |                                                 |                                                 |                                                 |                                                 |                                                 |                                                 |                                                 |                                                 |

### Ubicación geográfica
El municipio se encuentra a una de distancia de 25 kilómetros de la cabecera departamental Chiquimula. Está rodeado por municipios del departamento de Chiquimula: 
- Norte: San Jacinto
- Sur: Concepción Las Minas
- Oeste: Ipala
- Este: Olapa y Esquipulas[6]

|              | Norte: San Jacinto        |                        |
| Oeste: Ipala |                           | Este: Olapa Esquipulas |
|              | Sur: Concepción Las Minas |                        |

Está situado a 30° rumbo Sureste de la cabecera departamental y a una distancia de 197 kilómetros de la Ciudad de Guatemala sobre la carretera que va hacia la ciudad de Esquipulas.

## Gobierno municipal
Los municipios se encuentran regulados en diversas leyes de la República, que establecen su forma de organización, lo relativo a la conformación de sus órganos administrativos y los tributos destinados para los mismos.  Aunque se trata de entidades autónomas, se encuentran sujetos a la legislación nacional y las principales leyes que los rigen desde 1985 son:
| N.º | Ley                                                | Descripción |
| --- | -------------------------------------------------- | --- |
| 1   | Constitución Política de la República de Guatemala | Tiene una regulación legal específica para los municipios en los artículos 253 al 262. |
| 2   | Ley Electoral y de Partidos Políticos              | Ley de carácter constitucional aplicable a los municipios en el tema de la conformación de sus autoridades electas. |
| 3   | Código Municipal                                   | Decreto 12-2002 del Congreso de la República de Guatemala. Tiene la categoría de ley ordinaria y contiene preceptos generales aplicables a todos los municipios, e inclusive contiene legislación referente a la creación de los municipios.             |
| 4   | Ley de Servicio Municipal                          | Decreto 1-87 del Congreso de la República de Guatemala. Regula las relaciones entra la municipalidad y los servidores públicos en materia laboral. Tiene su base constitucional en el artículo 262 de la constitución que ordena la emisión de la misma. |
| 5   | Ley General de Descentralización                   | Decreto 14-2002 del Congreso de la República de Guatemala. Regula el deber constitucional del Estado, y por ende del municipio, de promover y aplicar la descentralización y desconcentración económica y administrativa.                                |

El gobierno de los municipios está a cargo de un Concejo Municipal mientras que el código municipal —ley ordinaria que contiene disposiciones que se aplican a todos los municipios— establece que «el concejo municipal es el órgano colegiado superior de deliberación y de decisión de los asuntos municipales […] y tiene su sede en la circunscripción de la cabecera municipal»; el artículo 33 del mencionado código establece que «[le] corresponde con exclusividad al concejo municipal el ejercicio del gobierno del municipio».
El concejo municipal se integra con el alcalde, los síndicos y concejales, electos directamente por sufragio universal y secreto para un período de cuatro años, pudiendo ser reelectos.
Existen también las Alcaldías Auxiliares, los Comités Comunitarios de Desarrollo (COCODE), el Comité Municipal del Desarrollo (COMUDE), las asociaciones culturales y las comisiones de trabajo. Los alcaldes auxiliares son elegidos por las comunidades de acuerdo a sus principios y tradiciones, y se reúnen con el alcalde municipal el primer domingo de cada mes, mientras que los Comités Comunitarios de Desarrollo y el Comité Municipal de Desarrollo organizan y facilitan la participación de las comunidades priorizando necesidades y problemas.

## Breve Historia del Gobierno Municipal de Quezaltepeque
Álvaro Rolando Morales Sandoval, es el alcalde con más períodos en toda la República de Guatemala, gobernando un total de 7 períodos, equivalentes a 26 años. 
Francisco Javier Landaverry Guerra fue electo alcalde municipal de Quezaltepeque de 1980 a 1982, se presentó a un segundo período en 1988, saliendo victorioso, sin embargo, fue asesinado el 3 de octubre de ese año frente a su residencia. 
Marcedes López López de Landaverry, esposa de Francisco Landaverry, fue la primera mujer en ocupar el cargo de Alcalde municipal, de 1993 a 1996. 
A pesar de distintos esfuerzos de candidatos por vencer a "Quico Morales" por más de 30 años, solo 3 personas lograron vencerlo en las elecciones, Mercedes López, Abelino Recinos y Milton Duarte. 
Según registros de la Biblioteca Municipal de la Villa De Quezaltepeque, estas personas han ocupado el cargos e Alcalde Municipal de la Villa de Quezaltepeque:
- Antonio Pinto y Pinto: (1946-1947)
- Basilio López: (1948-1949)
- Martín de Jesús Machón: (1954-1956)
- Donel Castañeda Morgan: (1956-1958)
- Héctor Matilde Marroquín Torres: (1961-1962)
- Víctor Jordán: (1962-1963)
- Vicente Enrique Guerra Guzmán: (1964-1966)
- Gonzalo Torres Villeda: (1966-1967)
- Carlos Humberto Oliva: (1968-1970)
- César Humberto Cardona: (1970-1972)
- Jerónimo Marroquín Julián: (1973-1974,1976-1977, 1978-1980)
- Carlos Elías Villeda Torres: (1975-1976)
- José Luis Recinos Pérez: (Julio-diciembre de 1982)
- Vitalino Recinos Rodríguez: (1982-1985)
- Alejandro Israel Recinos Ardón: (1985-1986)
- Israel Roderico Pinto López: (1986-1988)
- Francisco Javier Landaverry Guerra: (1988)
- Álvaro Rolando Morales Sandoval: (1991-1993)
- Mercedes López López De Landaverry: (1993-1996)
- Álvaro Rolando Morales Sandoval: (1996-2000)
- Andrés Abelino Recinos Landaverry: (2000-2004)
- Álvaro Rolando Morales Sandoval: (2004-2008,2008-2012,2012-2016,2016-2020,2020-2024)
- Milton Napoleón Duarte Lara: (Actual Alcalde)

En los comicios de 2003 recuperó el cargo de la mano de la coalición PP-MR tras vencer a Recinos por un margen de 246 votos. Desde entonces gobernó de manera consecutiva. En 2007 se reeligió con la GANA, en 2011 repitió con esta agrupación.
La estrategia de 2015 pasó por aliarse con Lider. En 2019 se postuló por el partido UNIDAD NACIONAL DE LA ESPERANZA,al igual que en las elecciones de 2023, esta vez perdiendo frente a Milton Duarte del partido Vamos por una Guatemala Diferente. 
En 1988, Francisco Javier Landaverry Guerra, fue alcalde por un período, luego se presentó a la reelección pero meses después de ganar la  reelección , fue asesinado, el 3 de octubre de 1989 frente a su residencia. En 1993,su esposa, Mercedes López López de Landaverry se convirtió en la primera mujer en ocupar el cargo de Alcalde de aquel municipio.

## Historia

### Época colonial
Los primeros pobladores que habitaron en el área fueron personas de la etnia chortí; la región fue invadida por los españoles dando inicio a la época colonial a principios del siglo xvi.  El poblado fue fundado en 1530, con lo que da inicio el proceso de colonización de Quezaltepeque.  Este proceso se dio en una forma lenta y tímida, dada la hostilidad del pueblo Ch'orti'. Hasta finales del xvii Quezaltepeque fue cabecera de curato para el clero secular, y bajo su jurisdicción estaban las parroquias de Santiago Esquipulas, San Jacinto, Los Valles de la Concepción, La Ermita, Languiatuya, San Antonio Las Cañas, Los Limones y algunas otras; el municipio perdió esta jerarquía eclesiástica posteriormente debido a que los curas decidieron trasladar su residencia a Esquipulas.
La construcción del templo colonial se hizo por iniciativa del padre Juan Antonio Gallardo y Barahona, quien con sus propios recursos económicos y bajo la dirección del maestro albañil Felipe Solórzano, inició los trabajos el año de 1756, habiéndole sorprendido la muerte en l776, antes de ver su obra realizada.  Su hermano, el Br. Joseph Nasario Gallardo y Barahona, se hizo cargo de la obra cumpliendo la última voluntad de su hermano y la concluyó en 1780.
El acontecimiento de conceder el título de ciudades a Chiquimula y Zacapa y el de Villas a Quezaltepeque y Gualán, fue comunicado oficialmente al ayuntamiento de Quezaltepeque, con fecha 29 de junio de 1821, por el Secretario del Estado y del Despacho de Gobernación de Ultramar, constancia que quedó impresa en el Diario de las Cortes y existe también en el Archivo General del Gobierno.[cita requerida]

### Tras la Independencia de Centroamérica
La constitución del Estado de Guatemala del 11 de octubre de 1825 dividió al territorio del Estado en once distritos para impartir justicia; el poblado de Quezaltepeque era parte del Circuito de Chiquimula en el Distrito N.º4 (Chiquimula); a este circuito pertenecían también: San José, Ipala, Orégano, Cubiletes, Hermita, Alotepeque, San Isidro, Concepción, Esquipulas, Atulapa, Jagua, Olopa, Piedra de Amolar, Orcones, Jupilingo, Camotán, San Jacinto, San Juan Hermita, Chancó, San Nicolás, Jocotán, Santa Elena y San Esteban.

### Demarcación política de Guatemala de 1902
En 1902, el gobierno del licenciado Manuel Estrada Cabrera publicó la Demarcación Política de la República, y en ella se describe a Quezaltepeque así: «su cabecera es el pueblo del mismo nombre, a 32 km de Chiquimula, ocupa una área de 156 caballerías, 44 manzanas.  Su clima, es en unas partes templado, en otras frío y en otras caliente.  Los principales cultivos son: café, caña de azúcar, maíz y frijol.  Limita: al Norte, por los municipios de Olopa y San Juan Bautista; al Sur por los de Concepción y Esquipulas; al Oriente, por este último y el de Olopa y al Occidente por los de Ipala y San Jacinto».
En 1903, los vecinos de Quezaltepeque, ignorando que en 1821 ya había sido exaltada la población, con la categoría de Villa por las cortes españolas, solicitaron que se les diese tal título y las autoridades del gobierno del licenciado Manuel Estrada Cabrera, desconociendo también del antecedente, por acuerdo del 24 de diciembre del mencionado año, le dieron nuevamente tal categoría.

### Construcción del edificio municipal
El actual edificio municipal de Quezaltepeque fue construido durante 1911 y 1912 sin su torre. Los trabajos se iniciaron durante la administración de Eduardo Acevedo y el edificio fue inaugurado el 30 de junio de 1912, siendo presidente de la Corporación Municipal Mariano Oliva. Los trabajos de construcción de la torre se iniciaron en 1920, siendo Alcalde Melesio Recinos, y se concluyeron en 1922, año en el que también se compró el reloj Público para la torre, el cual se adquirió a la Casa Porcher de la Ciudad de Guatemala y fue instalado por el relojero Pedro Bueckmann.  La instalación del reloj costó tres mil trescientos pesos guatemaltecos. En 1922 era alcalde Martín de J. Machón.

### sigloXXI: Mancomunidad de Nor-Oriente de Guatemala
En 2000, Quezaltepeque se integró a la Mancomunidad de Nor-Oriente de Guatemala, la cual es una agrupación política y administrativa de once de los treinta y cuatro municipios de la región III o Nororiental de Guatemala gestiona el desarrollo social, cultural, político, económico y ambiental a través del impulso de la participación ciudadana de los diversos sectores locales.

## Lugares turísticos
Existen varios lugares naturales que tanto las personas del municipio como las personas del país visitan. Los lugares naturales que más son visitados son Las Cuevas del CalichaLas, que son unas cuevas que se encuentran en una aldea del municipio y «Cuevas del Cerro las Campanas» y «El Resumidero». También tiene un accidente geográfico que es el volcán Quezaltepeque que también es llamado «Chiramay».
Actualmente éste volcán se encuentra inactivo, situado en el cerro llamado «El Quetzal» conocido como «La Cumbre» o «Las Antenas», debido a su altitud y porque se encuentran ubicadas varias de las antenas de Canales de Televisión Nacional y Telefonía.